# Третьяков, Виктор Васильевич
Виктор Васильевич Третьяков (17 октября 1888, Киевская губерния — 14 августа 1961, Рига) — рижский русский поэт и журналист; один из представителей постгумилёвского направления в поэзии русской эмиграции, проживавший в межвоенной и позже советской Латвии.

## Начальный этап биографии
Виктор Третьяков родился в Киевской губернии. Базовое образование получил в киевской Александровской гимназии, которую закончил с хорошими результатами. После окончания гимназии поступил в Санкт-Петербургский университет, который не закончил. Его предпочтения изменились — прервав учёбу в университете, Третьяков с успехом сдаёт экзамены и поступает в Санкт-Петербургскую Академию художеств, испытывая влечение к изобразительным искусствам. Писать стихи Третьяков начал ещё в период обучения в Александровской гимназии Киева, а первое его стихотворение было напечатано в газете «Киевская мысль» в 1915 году. Однако сразу после того как Виктор Третьяков заканчивает Императорскую Академию, разгораются революционные события, которые понуждают молодого выпускника к эмиграции — в 1920 году Третьяков волей случая оказывается в Риге, где ему удаётся закрепиться.
Очень тёплые впечатления сохранились у Третьякова о творческой поэтической студии («Цех поэтов»), которую вёл признанный мэтр отечественной поэзии, один из основоположников русского акмеизма Николай Степанович Гумилёв — Третьяков был одним из учеников этого цеха. Именно об этом насыщенном событиями, знакомствами и новыми ощущениями петербургском периоде жизни Виктор Третьяков писал в воспоминаниях с горячим воодушевлением — именно гумилёвские литературно-экспериментальные штудии сподвигли Третьякова на более углублённое профессиональное погружение в искусство поэзии. Тогда, на «Цехе поэтов», на котором систематически присутствовали Зинаида Гиппиус, Михаил Кузмин, Анна Ахматова, Третьяков показал себя безупречным знатоком и страстным поклонником поэтического творчества Михаила Кузмина. Часто Третьяков с удовольствием демонстрировал своё умение цитировать Кузмина, который сам не мог настолько же успешно и безукоризненно вспомнить строки из своих собственных произведений, что, безусловно, льстило последнему. Тогда же между двумя авторами завязалась дружба и переписка.

## Публикации в рижской прессе
В Риге Третьяков начинает пробовать себя в переводческом ремесле, регулярно публикуя в читаемой перспективной газете «Сегодня» успешные переводы латышских литераторов, тем самым зарабатывая себе на жизнь. Его переводы начала 1920-х годов отличались новизной и свежестью поэтической интерпретации. Латвийские газеты и журналы, в основной своей массе рассчитанные на эмигрантскую ностальгирующую русскоязычную аудиторию, публиковали его культурно-критические статьи о современных модернистских тенденциях в петербургской живописи и литературе.
Таким образом, через некоторое время Третьяков занял нишу литературно-художественного обозревателя новой петербургской довоенной культуры, которая, хоть и осталась в старой России, но всё же по крупицам её часть как бы удалось вывезти за рубеж. Очень много Третьяков писал о Союзе поэтов, деятельность которого активно курировал Гумилёв вплоть до своей гибели; также он уделял внимание в своих публикациях оригинальным литературным лекциям Корнея Чуковского. Третьяков — автор очерка, посвящённого книге Александра Блока «За гранью прежних дней». Часто Третьяков вспоминал о литературных вечерах, которые организовывал и вёл поэт Всеволод Рождественский. Несколько статей Третьяков посвятил своим встречам с поэтессой и интересной мемуаристкой Ириной Одоевцевой, рижанкой из семьи остзейских немцев. Иногда Третьяков фактически с позиции историзма описывал текущие события, имевшие отношения к культурно-литературной жизни русской Риги, органично связывая и сравнивая её образ с петербургским, который как бы безвозвратно остался в прошлом.
Виктору Васильевичу Третьякову принадлежит заслуга в создания литературной студии при популярном периодическом издании «Сегодня» по аналогии с гумилёвским «Цехом поэтов». В 1926 году Третьяков отметился серией публикаций, посвящённых Шестому Всеобщему празднику песен, который состоялся в Риге на эстраде, построенной специально для этого знакового события архитектором Паулем Кундзиньшем в парке Эспланада. Фактически Третьяков был дотошным комментатором этого Всеобщего праздника песен, подробно освещая его ход в газете «Сегодня» для русского населения страны — при этом важным было то, что русские певческие коллективы также принимали участие в празднике.

## Поэзия

### Выход сборника «Солнцерой»
В 1930 году выходит первая книга стихов Третьякова, которая получает название «Солнцерой».  В неё вошёл ряд стихотворений, созданных в ранний киевский период, а также лирика, написанная в пору петербургской творческой юности. Однако сборник начинается со стихотворения, написанного в рижский период, — его можно причислить к посвящениям, в котором автор метафорически-аллюзорно обосновывает выход в свет этой книги стихов. При этом в книге отчётливо отображены поэтические проекции Николая Гумилёва, перемежающиеся с проявлением индивидуального авторского мировоззрения; также романтическое восприятие периода «Цеха» оказывается остро актуализированным в лирике Третьякова. Одно стихотворение в «Солнцерое» посвящено Михаилу Кузмину — оно концентрирует в себе отсылки к идеализированному безмятежному прошлому, литературному раю петербургского бытования, возведённому в культ. Одно из стихотворений, проникнутое кузминско-ахматовским поэтическим зрением, носит название «Вечер» (1916 год), которое совпадает с названием сборника Анны Ахматовой, предисловие к которому написал Кузьмин.
В то же время Третьякову близка блоковская тематика, он как бы внедряет себя в культурное пространство модели блоковского текста, в то же время переосмысляя его поэтическую мысль исходя из пережитого индивидуального опыта. Историческая и философическая ноты также отчётливо звучат в его поэтическом репертуаре (стихотворение «Достоевский» 1921 года). Одной из ключевых в контексте духовного искания Третьякова, отображённого в лирике, является тема вынужденного судьбоносного мессианства.
«Солнцерой» также выделяет разноплановость и многополярность включённых в него поэтических текстов — можно отметить тексты-эксперименты, построенные на принципах звукописи (часто встречаются ассонансы), моделирующей образное восприятие. Сами  настроения акмеистической и младосимволистской поэтических традиций включены автором в свой поэтический дискурс в том числе и с целью реализации идеи личностного жизнеописания, манифестирования своей поэтической судьбы, прошедшей через несколько равноценных этапов становления. Другой приём образного моделирования относится к уровню строфико-композиционной организации текста — например, стихотворение «Сентябрь» построено на цепочке терцин. В стихотворениях «Зимний романс», «Городской май», «Осенний сад» и некоторых других актуализирован образ знакомого, но утерянного города, воплощающего в себе в том числе и оставленную в прошлом самоцельную душу поэта — он поминутно сопереживает городу и в ассоциативном аспекте соотносит себя с ним. 
В одной из рецензий на сборник «Солнцерой» встречаются слова о том, что эту книгу хочется беспрестанно перечитывать и перечитывать; большое количество мотивов навеяны непосредственно обобщённым образом Риги и рижской русской культурой как одной из  признаковых характеристик литературно-исторической модели города.

### Попытка основания духовного журнала
В начале 1930-х годов Третьяков делает попытку основать литературно-религиозный журнал под названием «Основы», в котором, по замыслу автора, могли бы быть освящены духовные вопросы русской литературной и повседневной среды, однако, несмотря на свежую идею, вышло всего шесть номеров журнала. Во многом на прекращение выхода «Основ» повлиял общий финансовый прессинг, инициированный в условиях политического парламентского кризиса латвийским правительством и повлёкший за собой болезненное для многих обществ и литературных изданий Латвии перераспределение ресурсов, которое продолжилось и усугубилось после нелегитимного прихода к власти Карлиса Ульманиса в мае 1934 года.

### Сборник «Берег дальний»
В 1940 году  выходит второй сборник Виктора Третьякова под названием «Берег дальний». В названии приведена аллюзия на пушкинскую поэтическую традицию, поскольку задаётся прямая установка на текст «Не пой, красавица, при мне». Книга стихов увидела свет в Таллине — её появлению поспособствовало академическое издание Союза объединённых искусств Эстонии. Главная пронзительно и достоверно репрезентированная тема сборника — мотив родины, ставшей за долгие годы чужбиной, и соотнесённый с ней мотив чужбины, ставшей с течением времени заменой родине. Сборник открывает стихотворение с красноречивым названием «Память». Яркие образцы технически зрелой лирики Третьякова — стихотворения «Ямбы» и «Счастье». Ключевыми мотивами, актуализированными в них, является переосмысление идеи исторической и литературной памяти, которая всегда беспокоила Третьякова.
Даже несмотря та то, что в условиях набирающей обороты нацистской агрессии в Западной Европе поэтические проблемы и искания отходят на второй план, в Париже выходит несколько рецензий на сборник Виктора Третьякова. Также рецензии с хвалебными отзывами появляются и в Таллине.
В 1945 году Третьяков получает официальное приглашение поступить на работу на филфак на отделение русской филологии в Латвийский государственный университет — ему была предложена должность старшего преподавателя. Через некоторое время его понижают до статуса лектора. Вскоре он вовсе был лишён права на преподавательскую и публицистическую деятельность. Последние годы жизни он провёл в одиночестве и запустении, практически не видясь ни с кем из своих старых знакомых. По свидетельству известного в современной Латвии краеведа и литературоведа Юрия Абызова, встречавшегося с Виктором Третьяковым в начале 1960-х годов, тот производил впечатление утомлённого и разочарованного человека, находившегося в постоянном страхе. В общем же в конце 1950-х годов о Третьякове почти ничего не было слышно.